# Tundragås
Tundragås (Anser serrirostris) är en grå gås som häckar på tundra i norra Ryssland och i Sibirien. Tidigare behandlades den som del av sädgåsen (A. fabalis), men urskiljs allt oftare som egen art.

## Utbredning och systematik
Tundragås häckar på tundran i norra Ryssland och i Sibirien. Dess huvudsakliga övervintringsområden är Danmark, Tyskland och Nederländerna. Den delas upp i två underarter med följande utbredning:
- Anser serrirostris rossicus (Bururlin, 1933) – häckar på tundran i norra Europeiska Ryssland, och nordvästra sibiriska tundran österut till Tajmyrhalvön. Tillfälligtvis har den häckat i Quebec.
- Anser serrirostris serrirostris – häckar på nordöstra sibiriska tundran, från floden Lena och österut till Tjuktjien.

### Förekomst i Sverige
Tundragåsen häckar inte i Sverige men däremot övervintrar eller rastar tusentals tundragäss av underarten rossicus i landet varje år.

### Artstatus
Tundragåsen har länge behandlats som en del av sädgåsen (Anser fabalis). Sedan juni 2025 urskiljs den dock som egen art av BirdLife Sverige, varvid sädgåsen i begränsad mening döptes om till skogsgås. Uppdelningen grundas på skillnader i morfologi, ekologi och genetik, där genomdata konsekvent visar att spetsbergsgåsen är en del av komplexet och faktiskt närmare släkt med skogsgås än tundragås.

## Utseende
Tundragåsen är liksom skogsgåsen ganska mörk och långvingad i jämförelse med de andra grå gässen. Den är gråbrun på huvud och hals, huvudet tydligt mörkare än halsen. Överkroppen är mörkt brunaktig med gråvita fjäderkanter. Bröstet är ljusgrått, buksidan vitaktig. Fötterna är gulröda. Näbben är delvis svart och har mörk nagel. Övernäbbens lameller är tydligt synliga. Näbben har ett orangefärgat band.
I fält kan det vara svårt att skilja tundragås från skogsgås. I förhållande till skogsgäss av underarten fabalis är tundragäss av underarten rossicus generellt mindre och kompaktare. Den har rundare huvud som är mörkare brunt än den korta, tjocka halsen. Näbben är kort, hög vid basen och har endast lite orange och i övrigt svartgrå. Hanar av både skogsgås och tundragås större än honor vilket medför att honor skogsgäss ungefär är lika stora som hanar tundragäss. Däremot är skogsgås betydligt större än tundragås. Honor tundragäss  av underarten rossicus är ungefär lika stora som spetsbergsgäss.
Nominatformen serrirostris är dock lite större, ungefär lika stor som nominatformen fabalis av skogsgås, och den har också lång och kraftig näbb. Taxonet serrirostris mäter 78–89 cm och har ett vingspann på 140–175 cm. Adulta hanar väger i snitt 3,2 kg och honor 2,8 kg. Underarten serrirostris är dock mindre än den största underarten av skogsgås, middendorffii, som också häckar i nordvästra Sibirien.
Statistiskt sett har skogsgäss mer orange på näbben än tundragäss, men både hos skogs- och tundragäss varierar detta varför denna dräktdetalj inte enbart fungerar för artbestämning. För en säker bestämning i fält krävs att en kombination av morfologiska karaktärer och dräktdetaljer tas i beaktande.

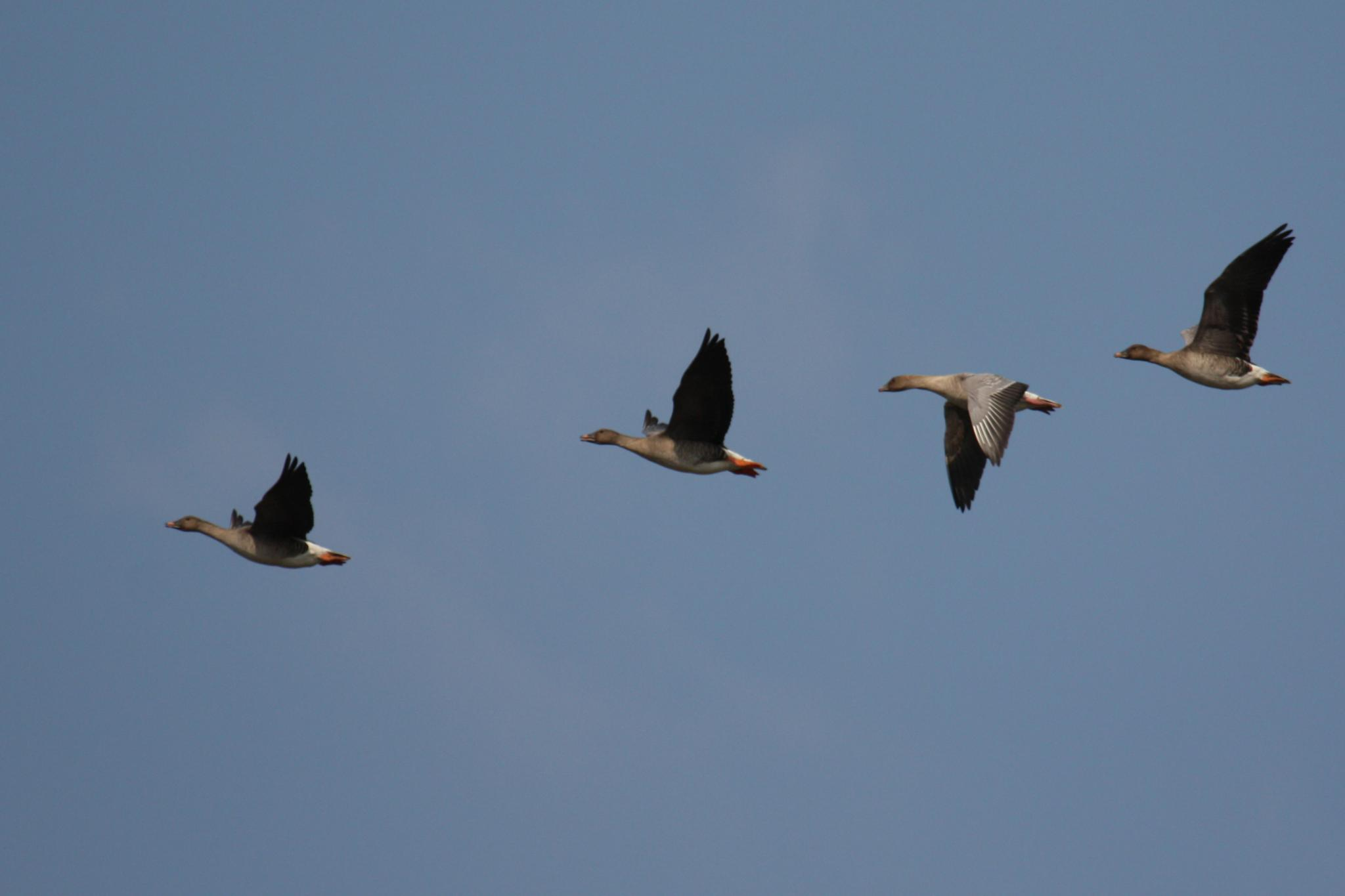
Flygande tundragäss av taxonet rossicus.

## Ekologi
Tundragåsen häckar i anslutning till myrar och tjärnar på tundran. Den lägger fyra till sex smutsvita ägg. Den lever i monogama förhållanden och båda föräldrarna tar hand om ungarna. Ungarna håller sedan ihop med sina föräldrar hela första vintern.
Sommartid äter tundragåsen fräken, ängsull, kråkbär, starr, gräs och örter. Vintertid består deras föda mest av gräs, säd och klöver och på vinterhalvåret betar de ofta på stubbåkrar och dylikt.

## Status
IUCN erkänner inte tundragåsen som art, varför dess hotstatus inte bedömts.

## Namn
Tundragåsen har tidigare kallats tundrasädgås, men blev tilldelat ett nytt namn av BirdLife Sveriges taxonomikommitté för att betona att den utgör en egen art, skild från sädgås.